# 倉敷市立緑丘小学校
倉敷市立緑丘小学校（くらしきしりつ みどりがおかしょうがっこう）は、岡山県倉敷市児島地域内の児島地区にある市立小学校。1972年4月に開設。2022年に創立50周年を迎えた。

## 沿革
《主要な出典：》
- 1972年（昭和47年）4月1日 - 倉敷市立児島小学校から分離して倉敷市立緑丘小学校を開設（当初は児島小学校内に併設同居）。初年度の児童数は433人[注釈 1][2]。
- 1973年（昭和48年）5月27日 - 新校舎（鉄筋コンクリート造3階建2棟）が竣工して、倉敷市児島稗田町900番地に移転独立。
- 1977年（昭和52年）11月25日 - 学校用地（1458m2）を買収拡張。
- 1981年（昭和56年）11月１日 - 創立10周年記念式典を挙行。
- 1991年（平成03年）11月10日 - 創立20周年記念式典を挙行。
- 1998年（平成10年）4月 - 特別支援学級新設。
- 2001年（平成13年）11月25日 - 創立30周年記念式典を挙行。
- 2021年（令和03年）6月 - 普通教室エアコン設置完了。
- 2022年（令和04年）10月29日 - 創立50周年記念式典を挙行。

## 学区
《出典：》
- 児島柳田町のうち1番から100番までの地区
- 児島小川10丁目
- 児島稗田町（中津山の地区を除く）

卒業生は基本的に倉敷市立児島中学校へ進学する。

## 学区が隣接している学校
- 倉敷市立郷内小学校
- 倉敷市立琴浦西小学校
- 倉敷市立児島小学校
- 倉敷市立本荘小学校